# تل أبو الخرز
تل أبو الخرز يقع في شمال الأردن عند النهاية الشرقية لوادي اليابس. على بعد 4 كم إلى الشرق من نهر الأردن، ويبعد عن تل المقبرة حوالي 300 م إلى الشرق والجنوب الشرقي و 6 كم عن طبقة فحل.

## تاريخ البحث الأثري
تمت زيارة الموقع من قبل العديد من الرحالة والعلماء، منهم: "Robinson" عام 1852م، و"Merill"عام 1883م، و"Steurnagel" عام 1925م، و"McCown" عام 1930م، و"Abel" عام 1938م، و"Augustinovic and Bagatti" عام 1952م. أما المسوحات الأثرية فقد بدأت بأنشطة تتبع لما يسمى علم الآثار التوراتي، على يد الباحث الأمريكي نيلسون جلوك في الأربعينيات من القرن الماضي، والذي قام بجمع العديد من القطع الأثرية من كِلا الموقعين: تل أبو الخرز وتل المقبرة، وأبدى اهتمامه في كِلا الموقعين آملاً بتحديد أي منهما يقابل موقع «يابش جلعاد» المذكور في التوراة في سفر صاموئيل الأول، وصاموئيل الثاني، وسفر القضاة، وادعى جلوك أن تل أبو الخرز هو المقصود.
ثم أجريت المسوحات الأثرية فيما بعد من قبل ميلارت عام 1962م، ودي كونتينسون عام 1960 و 1964م، وميتمان عام 1970م، وإبراهيم، وساور، وياسين عام 1976م، ومابري، وبلامبو عام 1988، وفيشر عام 1989م. ثم بدأ فيشر من ذلك العام بالحفريات الأثرية ولا زالت مستمرة حتى يومنا هذا.

## مراحل الاستيطان
أسفرت المسوحات والتنقيبات الأثرية إلى تحديد عدة مراحل للاستيطان تبدأ بالعصر البرونزي المبكر (الأول والثاني والثالث والرابع)، والفترة الانتقالية بين البرونز المبكر والبرونز المتوسط (IIA, IIB)، والعصر البرونزي المتأخر بمرحلتيه الأولى والثانية (LBI, II)، والعصر الحديدي الأول والثاني "Iron I, II"، والفترة الرومانية، والبيزنطية، والإسلامية من المرحلة العباسية والأيوبية والمملوكية.

## الآثار الباقية
يمكن تقسيم البقايا الأثرية حسب تسلسل مراحل الاستيطان:

### آثارالعصر البرونزي المبكر
تم الكشف عن جدار طيني وجرار ضخمة استخدم بعضها للتخزين. وعثر على مصابيح وأدوات برونزية مثل الفؤوس، والمغازل، والمطارق، ونصال صوانية، وخرزة اسطوانية عظمية. وعثر على صحون وإزميل برونزي. وجرة اسطوانية مستوردة من مصر تعود العصر نفسه (EBIb). وعثر على بقايا منزل مستطيل الشكل، وسكاكين صوانية، وجرة تخزين لها أنبوب على شكل الوطواط ذو أذنين كبيرتين، وملعقة خشبية، وجرة أسطوانية.

### آثارالعصر البرونزي المتوسط
لم يتم الكشف عن بقايا معمارية، وإنما قطع فخارية (Fischer 1991: 81).

### آثارالعصر البرونزي المتأخر

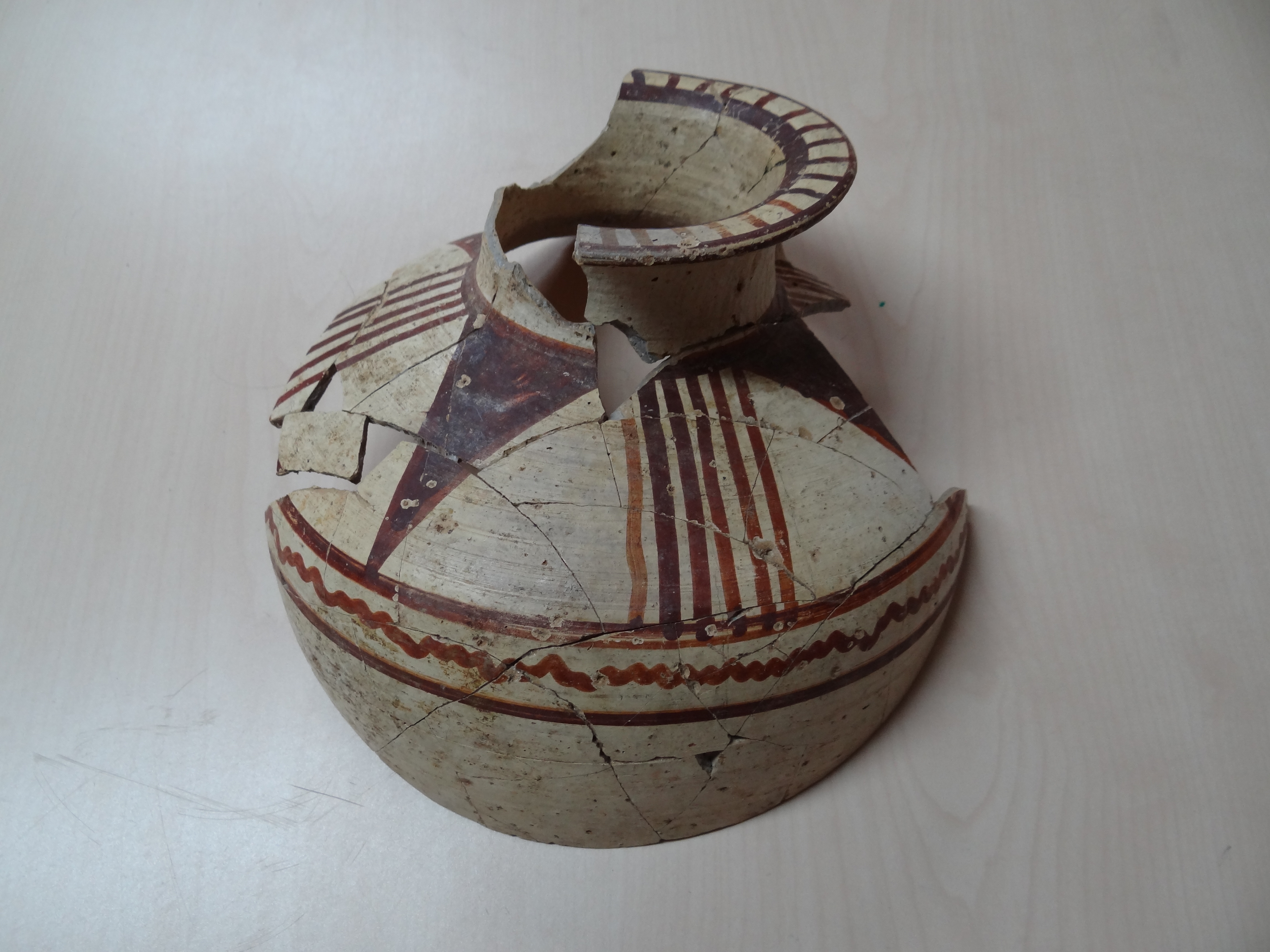
يُنسب الفخار ثنائي اللون إلى تل أبو الخرز

تم الكشف عن فخار من نوع "Chocolate on White"، أي المسمى بالفخّار ثنائي اللون، جيدة الصنع وحافة مزهرية، وجرة تخزين، وكومة من 25 منوال طيني مجفف بالشمس، وصحن، وخرز، وقطع فخارية قبرصية مستوردة، وحافة وعنق إبريق مزخرف.، وتم الكشف عن المعبد وغرفة ربما مطبخ وجرة تخزين. وتم الكشف عن سور المدينة.

### آثارالعصر الحديدي
تم الكشف عن بقايا جدار كان يحيط بالجزء العلوي من التل وكان ظاهراً في أماكن متعددة وخاصة في الجزء الجنوبي الغربي، وفخار وسكين حديدية مكسورة، ومكشط، وإبريق، وغرفة لتخزين الطعام، ونصلة حديدية، وصدفة، وأربعة أفران مدمرة جزئياً، وإبريق أسود. وتم الكشف عن قناتي ماء. وعثر على تماثيل صغيرة، وتمثال للإله المحارب ارتفاعه 10 سم قدمه اليسرى تمثل قدم إنسان والقدم الأخرى تمثل قدم أسد مع المخالب. يرتدي هذا الإله تنورة قصيرة ويحمل بيده اليسرى سلاح يشبه السوط، وبيده الأخرى ورقة بردي.
وتم الكشف عن جدار بعرض 80 سم، ومغازل، ومزهريات، وهاون، وسكاكين، ورؤوس سهام، وحافة إناء فخاري، وأيادي مزهرية مزخرفة على شكل حيتين. وتم الكشف عن غرفة وفناء يتضمن فرن وموقد وفخار. وتم الكشف عن بقايا منزل مربع الشكل 8×8م بأربعة غرف محفوظة بشكل جيد، وبني بالقرب من الحافة الشمالية للتل، وعثر على فرنين في الفناء بداخله مزهريات فخارية، وأباريق، وصحون، ورؤوس سهام حديدية، وأدوات عظمية، وقطعة خزفية لها رأس حمار فريدة من نوعها يعتقد أنها كانت ذات وظيفة تعبدية. وعثر من العصر الحديدي على كسرة فخارية حُزت فيها الحروف الخمسة الأولى من الأبجدية: ا ب ج د هـ، فربما مثلت هذه الكسرة تمريناً على الكتابة.

### آثارالفترة الرومانية
عثر على فخار روماني من الفترة المتأخرة، وبقايا معمارية منها جدار طيني ارتفاعه 3م، وفرن، وحفر متعددة تحتوي فخار روماني

### آثارالفترة البيزنطية
عثر على فخار من هذه الفترة.

### آثارالفترة الإسلامية
عثر على عملة فضية حفظت بشكل جيد، وقارورة من الفترة العباسية، وقلادة للعنق على شكل الوردة مصنوعة من الفضة.
1. ↑  KHOURY, R.G. 1988 The Antiquities of the Jordan Rift Valley. Amman. pp:36 "نسخة مؤرشفة". مؤرشف من الأصل في 2020-04-23. اطلع عليه بتاريخ 2017-06-05.{{استشهاد ويب}}:  صيانة الاستشهاد: BOT: original URL status unknown (link)
2. 1 2 3 4 5 6  Fischer, P. M. 1991; Tell Abu Al-Kharaz: the Swedish Jordan Expedition 1989; First Season Preliminary Report Fromtrial Soundings. Annual of the Department of Antiquities of Jordan 35: 67 – 105. "نسخة مؤرشفة". مؤرشف من الأصل في 2020-04-23. اطلع عليه بتاريخ 2017-06-05.{{استشهاد ويب}}:  صيانة الاستشهاد: BOT: original URL status unknown (link)
3. ↑  زرهار ، مصطفى. 2012. مقاربات في دراسة النص التوراتي : سفر راعوت أنموذجا. سورية: دار صفحات للدراسات والنشر. ص 261 نسخة محفوظة 2020-04-23 على موقع واي باك مشين.
4. 1 2 3 4  Fischer, P. M. 1993; Tell Abu El-Kharaz: the Swedish Jordan Expedition 1991, Second Season Preliminary Excavation Report. Annual of the Department of Antiquities of Jordan 37: 279- 307.
5. 1 2  Fischer, P. M. 1994; Tell Abu El-Kharaz: the Swedish Jordan Expedition 1992, Third Season Preliminary Excavation Report. Annual of the Department of Antiquities of Jordan 38: 127- 145.
6. 1 2 3 4  Fischer, P. M. 1996; Tell Abu El-Kharaz: the Swedish Jordan Expedition 1994, Fifth Season Preliminary Excavation Report. Annual of the Department of Antiquities of Jordan 40: 101- 110.
7. 1 2  Fischer, P. M. 1998; Tell Abu El-Kharaz: the Swedish Jordan Expedition 1997, Eighth Season Preliminary Excavation Report. Annual of the Department of Antiquities of Jordan 42: 213- 223.
8. ↑  Fischer, P. M. 1997; Tell Abu El-Kharaz: the Swedish Jordan Expedition 1995 - 1996, Sixth and Seventh Season Preliminary Excavation Report. Annual of the Department of Antiquities of Jordan 41: 129- 144.